# Valravillon
Valravillon – gmina we Francji, w regionie Burgundia-Franche-Comté, w departamencie Yonne. W 2013 roku liczba ludności wynosiła 1676 mieszkańców. 
Gmina została utworzona 1 stycznia 2016 roku z połączenia czterech ówczesnych gmin: Guerchy, Laduz, Neuilly oraz Villemer. Siedzibą gminy została miejscowość Guerchy.